# Маневарски рат
Маневарски рат или покретни рат је облик ратовања у коме преовладава примјена маневра, у тактичким, оперативним и стратешким операцијама.
За разлику од позицијског рата и других форми статичног ратовања, маневарски рат се одликује брзим промјенама ситуације, покретима снага и средстава, преношењем акција на друге дијелове фронта, укљученост фронта и позадине у борбе и тако даље. По тим особинама је супротност позицијском рату.
Маневарски начин ратовања је стар колико и историја ратова. Тек од 18. вијека постаје предмет стварних дејстава којима се настојало да се противник принуди на предају са минималном борбом. У Другом свјетском рату, појавом муњевитог рата (Блицкрига), маневарски рат постаје основни облик рата у савременом свијету.